# Vincenc Desenský
Vincenc Desenský (18. dubna 1892 Praha- 6. března 1973 Praha) byl československý motocyklový a automobilový závodník. Závodil na motocyklech NSU a Frera, na automobilech Walter a Bugatti. Jako pilot a sportovní komisař se účastnil i leteckých závodů pořádaných Aeroklubem RČS. Jako sportovní komisař působil i v Autoklubu RČs.

## Životopis
Narodil se v Praze, v rodině pražského hoteliéra Vincence Desenského (též uváděný jako Čeněk Desenský) a Eleonory roz. Havránkové. Jeho otec mimo hotelu Monopol v Praze v Havlíčkově ulici u nádraží C.K. státní dráhy (dnes Masarykovo) měl i hotel v Karlových Varech. Byl členem Spolku pražských sklepníků a markérů. Byl i členem Spolku ku povznesení návštěvy cizinců v Praze a okolí.

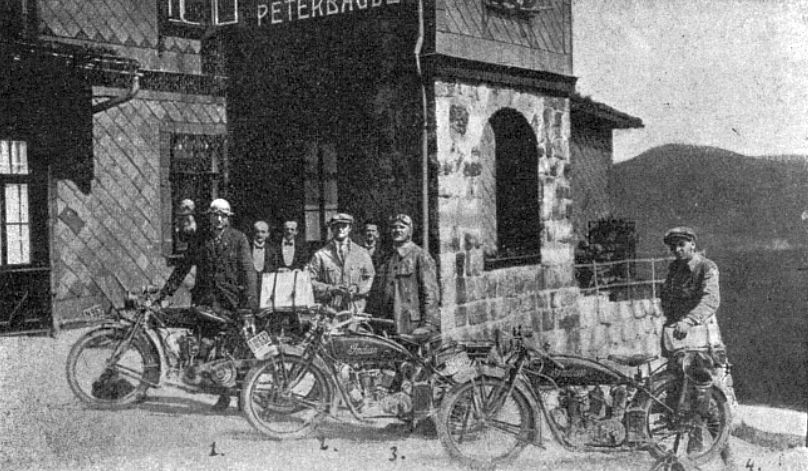
Výlet motocyklem na Sněžku 1921 (zleva Mařík, Desenský, Schreier, Jiřínský)

Mladý VIncenc školní léta strávil ve Strakově akademii (česko-německé gymnázium). Již za studentských let byl všestranným sportovcem, hrál tenis, závodil na koni, na lyžích a později ve skijöringu. Od mládí projevoval zájem o motorová vozidla a závodění na nich. V roce 1909 si pořídil motocykl, dvouválcový Laurin & Klement, typ CCD o zdvihovém objemu 615 cm³ a výkonu 3,2 kW/4k. Jako držitel automobilu Ford T byl uváděn pod č. 694 v almanachu pražských automobilistů již v sezoně 1912/1913. Na podzim 1913 v závodě motorek na dobříšské silnici mezi 19. a 23. km (Jíloviště-Řídká), přestože při závodě 26. října 1913 panovala silná mlha, zvítězil v motocyklech do 450 cm³ (II: kat.) Desenský na NSU. Na motocyklu NSU se 5. dubna 1914 úspěšně zúčastnil závodu do vrchu Zbraslav-Jíloviště. V závodě startovalo 15 motocyklů, 3 tříkolky, 5 cyclecarů a 20 automobilů. Desenský zvítězil s dvouválcovým motorem o výkonu 3 HP ve třídě do 350 cm³ zdvihového objemu (vrtání ø 58 mm a  zdvih 75 mm) a dosáhl času 5:53,8 min. Tento stroj dosahoval maximální rychlosti 85 km/h. Na tomto motocyklu Desenský ve 4 dnech vykonal cestu z Londýna do Prahy bez nejmenšího defektu. V den sarajevského atentátu (28. června 1914) zvítězil Desenský v kategorii motocyklů do 500 cm³ v 1. ročníku závodu Lochotín-Třemošná (6,1 km) a na stroji NSU dosáhl času 8:55,3 min.

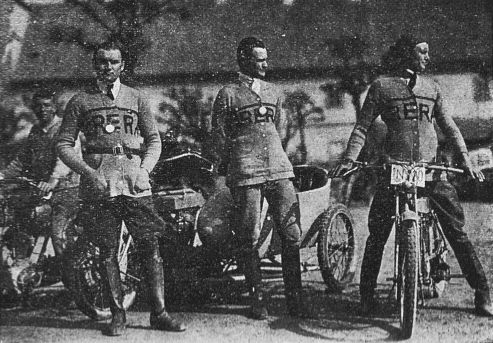
Team Frera, zleva Vincenc Desenský, Dietz, Gut (Zbraslav 1921)

Za první světové války narukoval jako jednoroční dobrovolník k jezdectvu. Pro svou znalost motorů absolvoval letecký výcvik a stal se vojenským pilotem v Rakousko-uherském letectvu. Účastnil se několika bojů, při jednom z nich byl sestřelen, ale přežil. Podporučík Desenský byl koncem války pobočníkem a řidičem pozdějšího gen. Rudolfa Holeky, který tehdy řídil přesun z Itálie do Prahy.  Po skončení války spoluzakládal jako důstojník československého letectva pražské letiště ve Kbelích. Byl veden jako důstojník vzduchoplavectva, nadporučík v záloze. Od 1. ledna 1922 byl povýšen a uváděn jako kapitán letectva v záloze. V roce 1923 byl jmenován jako činovník při leteckém rychlostním závodu O cenu presidenta republiky, který se konal 17. června 1923 za pořadatelství Svazu čs. pilotů a pod záštitou Aeroklubu RČs. Zastával při závodu trojí funkci, jako sportovní komisař, jako člen technické komise a konečně jako člen soudcovského sboru. Členem sportovní komise aeroklubu byl až do roku 1929. K 1. lednu 1933 byl povýšen na štábního kapitána letectva v záloze a byl veden u leteckého pluku č. 6.
Desenský se s motocyklem Čas zúčastnil dovednostní soutěže konané v průběhu konání XIII. mezinárodní výstavy automobilů v Praze. Na pražském výstavišti se jednalo o bodovaný závod na 150 m s jízdou mezi lahvemi, přes kládu a pod lanem. Vincenc Desenský obsadil 2. místo za ing.C. Jiřím Rechzieglem na Scooteru Čas.
Tenisový kroužek pražské odbočky Svazu důstojnictva sehrál 12. srpna 1923 „interklubovní match“ s LTK Houšťka, ve kterém zvítězil 9:3. Za vítěze nastoupil ve dvouhře i čtyřhře Vincenc Desenský. Na všesportovním stadionu na Letné se v neděli 13. ledna 1924 uskutečnily závody v novém sportu, ve skijöringu. V závodě na 2000 m zvítězili Vincenc Desenský (za koněm Aszonyság), Emerich Rath a Rud. Krňoul. Klusáckých závodů se zúčastnili i další známé sportovní osobnosti Miloš Bondy, bratři Augustin a Karel Šulcovi (BSA), ing. Rechziegel (Česká automobilová společnost) atd.
Desenský se oženil s Annou, roz. Melicharovou (22. července 1897 - 3. července 1980). Ta již v té době měla dceru Dagmar z prvního manželství s ing. Františkem Barvitiem (rozvedli se v roce 1925). V listopadu 1930 se p. ředitel Desenský s chotí zúčastnili jízdy koňmo "Huberta" pražské korouhve Jana Jiskry z Brandýsa. Lovecké fanfáry, které zahrála hudba Národní gardy, byly zvlášť pro tuto jízdu komponovány skladatelem Emilem Štolcem, kapelníkem Národní gardy.

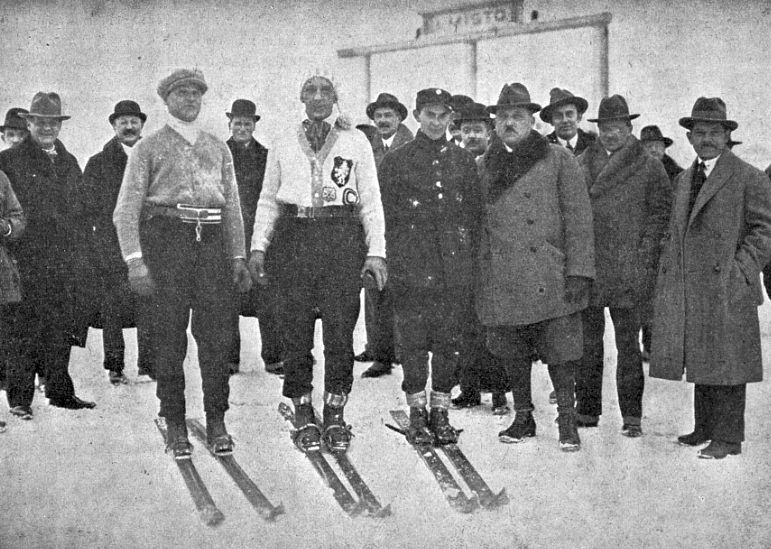
Závody ve skijöringu v Praze na Letné, zleva vítězové na 2000 m Desenský, Rath a Krňoul (1924)

## J. Walter a spol., Autoklub a Aeroklub RČs.
Po návratu do civilu pracoval u firmy J. Walter a spol. v Jinonicích jako ředitel reprezentace v Praze a v Karlových Varech. Byl jedním ze zakládajících členů Autoklubu Republiky Československé, byl členem Českého aviatického klubu (později ARČs, člen a místopředseda sportovní komise 1921-1929) a Čs. vzduchoplavecké sportovní komise. V dubnu 1920 na mimořádné valné hromadě stal členem jeho výboru a působil jako sportovní komisař. V autoklubu zprvu „funkcionařil“, např. jako u přejímky vozů závodu automobilů 5. září 1920 v Karlových Varech Počátkem roku 1921 byl kooptován do jeho sportovní komise.
Od roku 1921 se zúčastňoval závodu na motocyklech i výprav „odvážných sportovců“ na motocyklech. Na 5. ročníku závodu Zbraslav-Jíloviště byl členem teamu Frera (Desenský-Dietz-Gut). V tomto závodě v kategorii do 500 cm³ Desenský zvítězil v čase 4:54,8 min. Pod vedením ing. Františka Maříka (zástupce fy. Indian) podnikli 15. července 1921 výpravu motocyklem na Sněžku. Ing. Mařík měl Indian Powerplus 9HP, J. Schreier a E. Jiřinský Indian Scout 4,5 HP a V. Desenský 4,5 HP Humbera.
Jako kontrolor byl přítomen Mezinárodní soutěže spolehlivosti Československem, která se uskutečnila od 25. do 31. července 1921. V každém soutěžním voze musel být po celou dobu soutěže kontrolor, člen sportovní komise AKRČs. O 2 roky později na III. Mezinárodní soutěži spolehlivosti cestovních automobilů Československem 1923 byl měřičem časů při zkouškách výkonnosti. Členem sportovní komise AKRČs. byl v letech 1921-1929. Za svou činnost v AKRČs. dostal bronzovou plaketu k 25. výročí trvání Autoklubu Republiky československé (1904-1929).

## Závodní činnost ve 20. létech 20. století

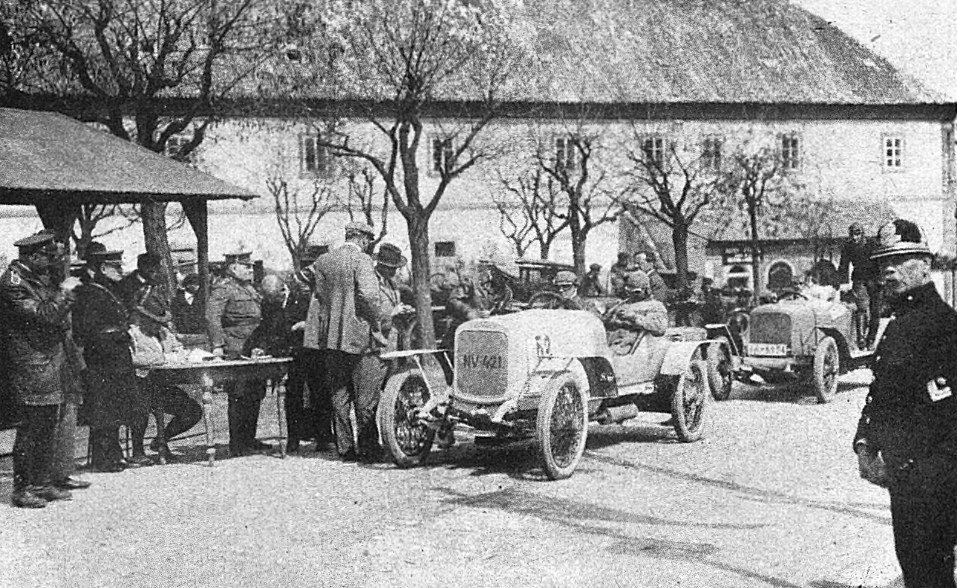
Vincenc Desenský při startu na Zbraslavském náměstí s vozem Walter WIZ (1923)

V roce 1923 začal jako zaměstnanec továrny Walter závodit na automobilech. V 6. ročníku závodu automobilů do vrchu Zbraslav-Jíloviště 29. dubna 1923 zvítězil na voze Walter WIZ v třídě cestovních automobilů do 1,75 l zdvihového objemu a dosáhl rekordního času 4:10,8 min. Ukázal svým výkonem, že stejně bravurně ovládá volant automobilu jako dříve řídítka motorového kola. Překonal loňský rekord Jindřicha Knappa v této třídě o více než půl minuty. V cestovních vozech obsadil Desenský celkově 3. místo a v klasifikaci dle výkonnostní formule obsadil 2. místo. Za svůj výkon - nejlepší čas tuzemského vozidla - obdržel bronzovou plaketu. Licenci závodního jezdce mu byla však přiznána až na zasedání sportovní komise AKRČs. v červnu 1923. Celkem tuto licenci obdrželo 82 pánů.
Automobilové závody do vrchu Panorama (Internationale Bergrennen Karlsbad, 1. ročník) uspořádal dne 22. července 1923 Egerländer Automobil Club (E.A.C.) v Karlových Varech na trati 2,2 km dlouhé s průměrným stoupáním 5 %, největší pak 11 %. V kategorii do 1750 cm³ skvělého úspěchu dobyl Vincenc Desenský na voze Walter WIZ, na němž debutoval při závodech Zbraslav-Jíloviště. Jeho čas 2:26,9 min, jímž překonal celou řadu konkurentů v kategoriích silnějších vozů, je vskutku skvělý a ukazuje, jak mistrně ovládá Desenský volant svého malého Waltra. Desenský ve své kategorii měl nejpočetnější konkurenci, přesto dovedl v průměrné rychlosti 54 km/h s převahou zvítězit, za což obdržel Čestnou cenu pořádajícího E. A. C. (stříbrná kazeta) bronzovou plaketou s vloženým smaltovaným emblémem Egerlander Automobil-Club Karlsbad. Ve třídě cestovních automobilů obsadil Desenský celkově 3. místo, když vítězem se stal Urban-Emmerich (Austro-Daimler) před Oldřichem Kinským na Steyeru.
Vincenc Desenský dále zvítězil 30. září v III. ročníku mezinárodního závodu do vrchu Schöber/Stožec (Schöberbergrennen), který uspořádal Severočeský klub motoristů/Nordböhmischer Kraftfahrerbund (délka 4 km, max. stoupání 12 %) v Lužických horách nedaleko Rumburku. Psalo se, že neobyčejně pozoruhodný byl výkon Desenského, který na cestovním voze Walter WIZ do 1750 cm³ projel závodní trať v krásném čase 3:03,1 min a obsadil v celkovém pořadí cestovních automobilů 2. místo za Sponerem na Steyru. Nejenže hravě vyhrál svoji kategorii, nýbrž i o 20 vteřin porazil vítěze vyšší kategorie do 2,75 l (o celých 1000 cm³ silnější). Od pořadatele získal bronzovou plaketu. V rychlostním závodě do vrchu „Andělské schody“ u Dobříše uspořádaném 7. října Klubem cyklistů a motocyklistů Praha 1883 jel V. Desenský na závodním Waltru 1,5 l mimo soutěž a dosáhl času 37,7 vt., což představovalo průměrnou rychlost téměř 105 km/h.

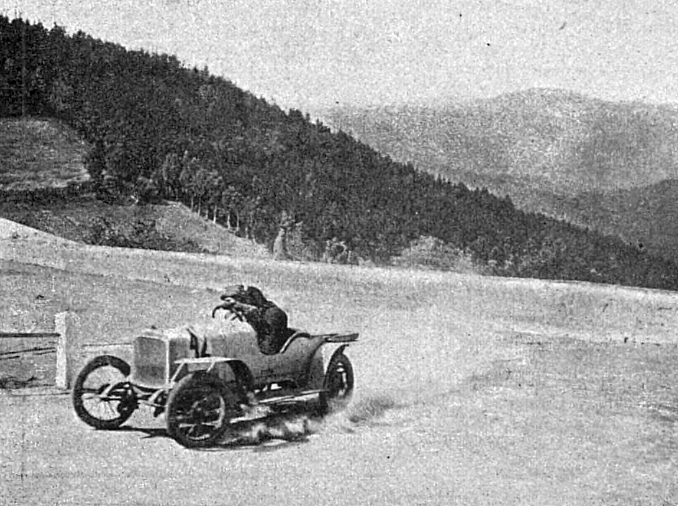
Vincenc Desenský, Walter WIZ, Panorama Karlovy Vary (1923)

V roce 1924 krátká, leč úspěšná kariéra závodního jezdce Desenského vrcholí. V roce 1924 v závodě do vrchu Zbraslav - Jíloviště (VIII. ročník, 20. dubna, 30 tis. diváků) v kategorii cestovních vozů do 2200 cm³ byl Vincenc Desenský (Walter WIZI) na 2. místě v čase 3:44,2 min. za Čeňkem Junkem na Bugatti. V cestovních automobilech bez rozdílu objemu obsadil V. Desenský celkově 3.-4. místo. V klasifikaci dle formule výkonnosti zvítězil Rudolf Caracciola na Mercedesu před Junkem na Bugatti a Desenským na Waltru. Získal medaili z pozlaceného kovu.
V závodě do vrchu Panorama u Karlových Varů (20. července, Egerländer Automobil-Club K. Vary, délka trati 2,2 km) opět ve třídě cestovních vozů do 2200 cm³ zvítězil Desenský na Waltru WIZI, když se mu podařilo porazit Čeňka Junka na Bugatti a oplatit mu tak porážku ze Zbraslavi. Pravdou ovšem je, že Junek byl penalizován za dvousedadlovou karoserii svého cestovního Bugatti. Desenský zvítězil vzdor tomu, že jel poslední třetinu trati s nejostřejšími zatáčkami na poloprázdné levé zadní gumě, čímž vůz nejen ztratil na rychlosti, ale i v zatáčkách prováděl pěkný tanec, jak trefně připomínají Národní listy. V celkové klasifikaci cestovních automobilů bez rozdílu objemu obsadil Desenský 2. místo za Szolnayem na Mercedesu (28/95 HP, 7280 cm³), který docílil lepšího času jen o 1,2 vt. Za svůj výkon dostal pozlacenou plaketu s vloženým smaltovaným emblém Egerlander Automobil-Club Karlsbad. V tomto závodě zaznamenala firma Walter ještě jedno vítězství, Bohumil Turek na motocyklu Walter M 922 vyhrál kategorii motocyklů přes 500 cm³.
Od roku 1925 se továrna Walter přestala oficiálně sportovních a závodních podniků zúčastňovat. Tím se vlastně uzavřela závodní kariéra Vincence Desenského. Možná i toto bylo důvodem jeho odchodu do Plzně do Škodovky.

## Škoda Plzeň a ASAP Mladá Boleslav
Po přechodu do pražského ředitelství Škodových závodů byl postupně disponentem v Praze, šéfem konečné kontroly v ASAP Mladá Boleslav a poté opět v Praze jako odborník pro komisionelní řízení, jako vrchní inspektor na generálním ředitelství Akc. spol. dř. Škodovy závody, Praha II., Jungmannova 29 (Palác Škoda).
Dravá politika Škody Plzeň byla zaměřena i na získání československých továren. V roce 1925 převzala automobilku Laurin & Klement v Mladé Boleslavi (zprvu pobočný závod, od roku 1930 Akciová společnost pro automobilní průmysl, ASAP). V roce 1928 bylo dokončeno převzetí pražské letecké továrny Avia, Miloš Bondy a spol. Koncernu patřily i rudné doly, hnědouhelné doly v oblasti Mostecka či elektrárny, a disponoval širokými obchodními vazbami v zahraničí.
Je známou skutečností, že se koncem 20. a počátkem 30. let ASAP Mladá Boleslav, potažmo její vlastník Škoda Plzeň (Akciová společnost, dříve Škodovy závody v Plzni) snažila převzít i výrobce automobilů a leteckých motorů společnost Walter z pražských Jinonic. Rodina Kumperů (Vítězslav Kumpera se syny Antonínem a Vítězslavem ml.) však svoje vlastnictví uhájila. Nicméně škodovka úspěšně a trvale luxovala technické útvary waltrovky. Již v roce 1923 přetáhla konstruktéra ing. Josefa Plocka (1923-1928 Plzeň, 1928-1931 Mladá Boleslav), v roce 1924 konstruktéra ing. Vladimíra Matouše (podílel se na konstrukci motoru Walter NZ-60, v Plzni konstruktérem 1924-28, od roku 1928 vedoucí konstrukční kanceláře v ASAP a od roku 1936 místoředitelem v Ml. Boleslavi), v roce 1927 konstruktéra a ředitele ing. Jana Nováka (vrchní a technický ředitel Walter 1920-27, od r. 1927 vedoucí ředitel v Mladé Boleslavi), v roce 1931 ing. Josefa Zubatého (konstruktér ve waltrovce 1916-1920, po návratu z USA v Avii 1932-1934, v Plzni 1934-1948). V polovině 20. let se k nim přiřadil i závodník a obchodník Vincenc Desenský.

## Vzpomínky
V roce 2004 uspořádalo Uměleckoprůmyslové muzeum v Praze (UPM) výstavu o vztahu mezi sportem a módou. V Obecním domě přehlídka zdokumentovala, jak sportovní oblečení přispělo k rozvoji módy obecně. Mezi vystavenými exponáty ze sbírek UPM byl raritou i závodní plášť automobilového jezdce Vincenta Desenského.